# Reguliere Kanunnikessen van het Heilig Graf

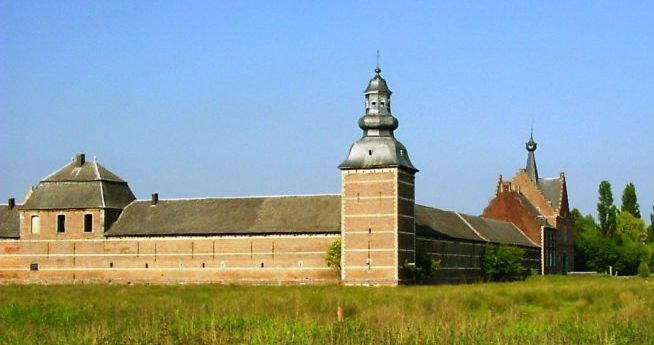
De abdij van Herkenrode in Kuringen

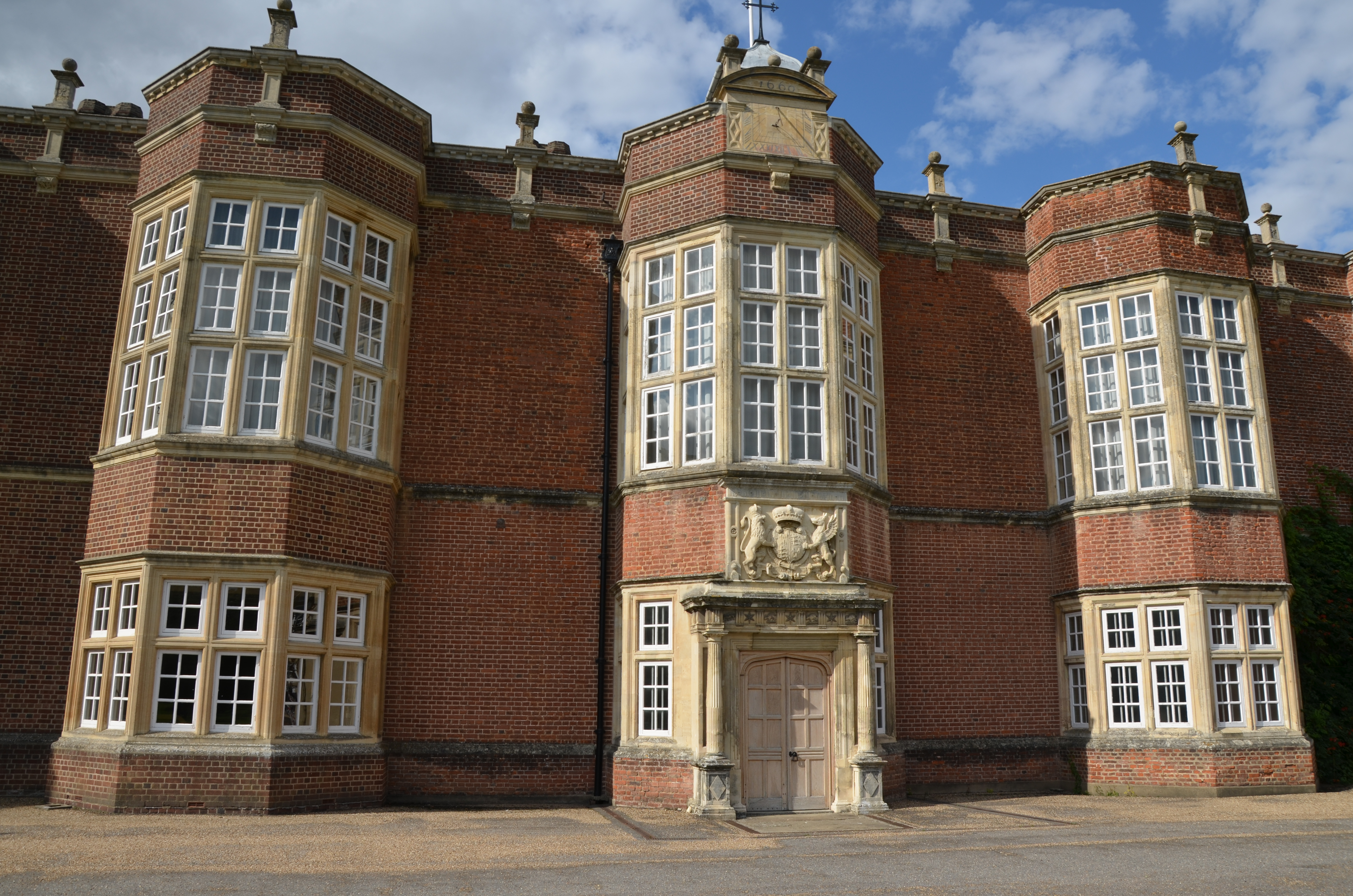
New Hall School in Chelmsford gesticht door de Kanunnikessen van het Heilig Graf

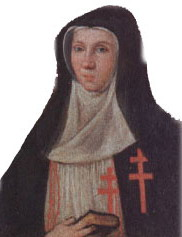
Kanunnikes in ordekleding

De Reguliere Kanunnikessen van het Heilig Graf is de vrouwelijke tak van het Kapittel van het Heilig Graf. Hoewel er waarschijnlijk al vanaf de oprichting van het Kapittel ook vrouwen in de omgeving aanwezig waren, werden de eerste dubbelkloosters in de 13e eeuw gevormd. Het eerste vrouwenklooster werd gesticht te Zaragoza in 1303. Later werd ook in Calatayud een dergelijk klooster opgericht. Deze zusters volgden alle de Regel van Augustinus en de Constitutiones ordinis Sepulcri Dominici (Regel van de Orde van het Heilig Graf). Zij noemden zich: filae Jerusalem, hetgeen dochters van Jeruzalem betekent.
De kanunnikessen in Nederland, België, Engeland en Duitsland hebben een oorsprong van later datum. Zij zijn voortgekomen uit de stichting van een vrouwenklooster in Kinrooi door Jan van Abroek in 1480.
Deze orde kwam tot bloei en vele kloostergemeenschappen werden gesticht. Als gevolg van de Franse Revolutie werden de meeste daarvan opgeheven. De mannenkloosters van de orde verdwenen zelfs geheel. Wel bleven enkele vrouwenkloosters bestaan: de priorijen te Turnhout, Baden-Baden en Avroy, behorend tot Luik. Het laatste emigreerde in 1794 naar Chelmsford.
In de 19e eeuw werden in België weer nieuwe priorijen opgezet door een aantal daar nog levende kanunnikessen, namelijk Jeruzalem te Turnhout in 1826 en Heilig Graf te Bilzen in 1837.
Er vond daarna nog enige uitbreiding plaats. Zo sloot de gemeenschap te Male zich aan, terwijl er ook stichtingen waren in Brazilië en in de Democratische Republiek Congo.

## Huidige situatie
De Associatio Canonissarum Regularium Sancte Sepulcri (Associatie van Reguliere Kanunnikessen van het Heilig Graf) is een formeel samenwerkingsverband van de verschillende kapittels van Reguliere Kanunnikessen dat ontstaan is na de Tweede Wereldoorlog, formeel opgericht in 1975 en zeven priorijen en abdijen omvat. Dit zijn:
- Huis Sint-Trudo Brugge (voorheen Klooster Slot van Male, van 1954 tot 2012)
- Turnhout
- Bilzen
- Maarssen – Priorij Emmaus
- Zaragoza
- New Hall (in Engeland)
- Mirhi bij Bukavu (in de Democratische Republiek Congo), sinds 1982
- Herkenrode klooster in de voormalige Abdij van Herkenrode te Hasselt, België